# Allie Vibert Douglas
Alice „Allie“ Vibert Douglas,  MBE, OC, (* 15. Dezember 1894 in Montreal; † 2. Juli 1988 in Kingston) war eine kanadische Astronomin und Astrophysikerin.

## Biographie
Allie Vibert Douglas und ihr älterer Bruder George wuchsen unter „liebevoller Fürsorge“ bei ihrer Großmutter und zwei Tanten in London auf, nachdem beide Eltern in dem Jahr gestorben waren, in dem sie geboren worden war. Die Tanten waren sehr an Naturwissenschaft interessiert und besuchten regelmäßig Vorträge im Natural History Museum. 1904 kehrten die beiden Kinder nach Montreal zurück. Weil sie ein Mädchen war, durfte Allie Vilbert Douglas in der High School nicht dem Wissenschaftsclub beitreten; ihr Bruder ließ die Tür des Raumes offen, damit sie vom Flur aus den Vorlesungen zuhören konnte. Nachdem sie die Schule als Klassenbeste abgeschlossen hatte, erhielt sie ein Stipendium für die McGill University.
Als der Bruder von Allie Vibert Douglas im Ersten Weltkrieg als Soldat in England eingezogen wurde, zog sie mit ihm dorthin, wo sie auf Anregung von Auckland Geddes, einem Freund der Familie, im Londoner War Office als Statistikerin arbeitete. Im Alter von 23 Jahren wurde sie für ihre Dienste als Member of the British Empire geehrt. Nach Kriegsende setzte sie ihr Studium an der McGill University fort und erhielt 1920 ihren Bachelor-Abschluss und 1921 ihren Master in Physik. Ihr Bruder George (1892–1958) wurde später ein renommierter Geologe, der unter anderem an der Quest-Expedition von Ernest Shackleton teilnahm.
1921 ging Allie Vibert Douglas nach Cambridge, wo sie bei Arthur Eddington Astronomie studierte; in den 1950er Jahren schrieb sie eine Biographie über ihn. Anschließend kehrte sie an die McGill zurück, wo sie Physik und Astrophysik unterrichtete und 1926 als erste Kanadierin ihren Doktortitel in Astrophysik erwarb. Sie blieb 14 Jahre lang an der McGill, wo ihr aber keine Professorenstelle angeboten wurde, weshalb sie sich nicht anerkannt fühlte. Deshalb wechselte sie 1939 an die Queen’s University in Kingston, wo sie Dekanin für Frauen wurde und Physik und Astronomie lehrte. Ihre Forschung konzentrierte sich auf die absoluten Helligkeiten von Sternen und den Stark-Effekt in Sternatmosphären. Sie blieb an der Queens bis zu ihrer Pensionierung im Jahr 1964.
1954 traf Allie Vibert Douglas in Princeton mit Albert Einstein zusammen und es offenbarte sich ein grundlegender Unterschied zwischen beiden Wissenschaftlern: Einstein war der Meinung, dass ein Wissenschaftler seine Theorien nicht „popularisieren“ solle und es die Pflicht eines Wissenschaftlers sei, „geheimnisvoll“ zu bleiben. Vibert Douglas hingegen glaubte daran, dass es die Aufgabe von Wissenschaft sei, die Öffentlichkeit zu bilden. So veröffentlichte sie neben ihren zahlreichen wissenschaftlichen Aufsätzen rund 30 Artikel für die Publikumszeitschrift Atlantic Monthly. 1961 begründete sie in Kingston das Observatorium RASC Kingston Centre. Seit 2015 vergibt die Institution den A. Vibert Douglas Award.
Bis in ihre letzten Lebensjahre hinein nahm Allie Vibert Douglas an internationalen Konferenzen teil: So besuchte kein anderer Kanadier so häufig Treffen der International Astronomical Union wie sie. Kollegen nannten sie „unerschrocken“, da sie während solcher Konferenzen oft eigene Wege ging, die andere Teilnehmer als unsicher ansahen: In Ghana besuchte sie auf eigene Faust das Innere des Landes, den Chaiber-Pass zwischen Afghanistan und Pakistan überquerte sie mehrfach in einem Lastwagen, und während sich in Zeiten des Kalten Kriegs andere Konferenzteilnehmer in einer Gruppe nach Ost-Berlin fuhren ließen, ging sie zu Fuß über Checkpoint Charlie und besichtigte die Stadt allein. Als sie 79 Jahre alt war, wollte ihr ein jüngerer Kollege ihren Koffer abnehmen, was sie abgelehnt haben soll mit den Worten „Nein danke. Wenn ich zu alt sein werde, meinen Koffer selbst zu tragen, werde ich auch zu alt sein, Konferenzen zu besuchen.“

## Ämter und Ehrungen
1918 wurde Allie Vibert Douglas als Member in den Order of the British Empire aufgenommen. Von 1943 bis 1944 war sie die erste Frau, die Präsidentin der Royal Astronomical Society of Canada (RASC) war, und von 1947 bis 1950 die erste kanadische Präsidentin der International Federation of University Women. 1954 vertrat sie Kanada bei der UNESCO-Konferenz in Montevideo.
1967 wurde Vibert Douglas in den Order of Canada aufgenommen und im selben Jahr vom National Council of Jewish Women zu einer von zehn „Frauen des Jahrhunderts“ gewählt. Sie erhielt Ehrendoktortitel von der McGill University, der University of Queensland und von der Queen’s University. Die Canadian Federation of University Women vergibt ein Stipendium mit ihrem Namen. In ihrem Todesjahr 1988 wurde der Asteroid (3269) Vibert-Douglas nach ihr benannt wie auch ein Krater auf der Venus, der Vibert Douglas Patera.

## Publikationen
- The absorption and effective range of the B-rays from radium e. McGill University Publications, 1922 (englisch).
- Spectroscopic absolute magnitudes and parallaxes of 200 A-type stars. McGill University Publications, Montreal 1926 (englisch).
- Immensities of time and space Washington. Govt. Print. Off., 1926 (englisch).
- Island galaxies. McGill University Publications, 1928 (englisch).
- Deep-sea deposits and dredgings. McGill University Publications, 1930 (englisch).
- The life of Arthur Stanley Eddington. Nelson, 1956 (englisch).